# 120-мм полковой миномёт образца 1955 года (М-120)
М-120 (Индекс ГАУ — 52-М-846) — советский полковой возимый 120-мм миномёт.

## История создания
Миномёт М-120 разрабатывался по заданию ГАУ, выданном в 1944 году. Целью задания было совершенствование состоящих на вооружении 107-мм горно-вьючного миномёта ГВ-38 и 120-мм полкового миномёта ПМ-38. Работы по модернизации велись в Коломенском СКБ ГА под руководством Шавырина Б.И. с учётом опыта боевого применения 120-мм полкового миномёта ПМ-43. В 1955 году миномёт был принят на вооружение Советской армии, но в массовое производство, как и 107-мм горный миномёт М-107 обр. 1953 года, не поступал.

## Описание конструкции
Миномёт М-120 выполнен по схеме мнимого треугольника. Верхняя часть ствола установлена на двуноге-лафете, а казённая опирается на опорную плиту, которая устанавливается в грунт, который через неё поглощает энергию отката. В казённике установлено медное обтюрирующее кольцо. Заряжание производится с дульной части. Для предотвращения двойного заряжания на дульной части установлен специальный механизм. Выстрел производится специальным ударным механизмом установленным в казённой части миномёта.
Время приведения миномёта М-120 составляет 1..1,5 минуты. В боевом положении масса орудия составляет 280 кг. В разобранном состоянии масса ствола — 74 кг, двуноги-лафета — 55 кг, опорной плиты — 80 кг.
В номенклатуру боеприпасов входят осколочно-фугасные артиллерийские мины типа 3ОФ34 (стальная с А-IX-2), 3ОФ36 (высокопрочного чугуна с ТА-80), а также 53-ОФ-843А и ОФ-843Б (обе сталистого чугуна с аммотолом или равными частями тротила и динитронафталина). Масса артиллерийских мин составляет от 15,9 до 16 кг.
М-120 обеспечивает дальность стрельбы от 460 до 7100 метров дальнобойными зарядами, совместимым не со всеми минами (минами времён ВОВ — до 5,7 км), при этом срединное боковое отклонение составляет 12,8 метра, а срединное отклонение по дальности — 28,4 метра. Прицеливание осуществляется с помощью миномётного прицела МПМ-44, установленного в верхней части миномёта М-120.

### Применяемые выстрелы
| Номенклатура боеприпасов                   |             |                |              |                                  |                               |                                     |
| Индекс выстрела                            | Индекс мины | Масса мины, кг | Масса ВВ, кг | Площадь поражения живой силы, м² | Площадь поражения техники, м² | Максимальная дальность стрельбы, км |
| Выстрелы для миномётов М-120 и 2Б11        |             |                |              |                                  |                               |                                     |
| Осколочно-фугасные                         |             |                |              |                                  |                               |                                     |
| 3ВОФ68                                     | 3ОФ34       | 16,1           | 3,43         | 2250                             | 1200                          | 7,1                                 |
| 3ВОФ69                                     | 3ОФ36       | 16,1           | 3,16         | 1700                             | 700                           | 7,1                                 |
| 3ВОФ79                                     | 53-ОФ-843Б  | 16             | 1,4          | 1200                             | 200                           | 7,1                                 |
| Управляемые                                |             |                |              |                                  |                               |                                     |
| КМ-8 «Грань»                               |             | 27             | 5,1          |                                  |                               | 9                                   |
| «Бета»                                     |             | до 16          | 5,0          |                                  |                               | 7                                   |
| Дымовые                                    |             |                |              |                                  |                               |                                     |
| 3ВД17                                      | 3Д14        | 16,1           |              | —                                | —                             | 6,8                                 |
| Выстрелы для миномётов ПМ-38, ПМ-41, ПМ-43 |             |                |              |                                  |                               |                                     |
| Фугасные                                   |             |                |              |                                  |                               |                                     |
| 53-ВФ-843                                  | 53-Ф-843    | 16,2           | 3,93         |                                  |                               | 4,1                                 |
| Осколочно-фугасные                         |             |                |              |                                  |                               |                                     |
| 53-ВОФ-843                                 | 53-ОФ-843   | 15,9           | 3,0          |                                  |                               | 5,7                                 |
| 53-ВОФ-843А                                | 53-ОФ-843А  | 15,9           | 1,58         |                                  |                               | 5,52                                |
| 53-ВОФ-843Б                                | 53-ОФ-843Б  | 16             | 1,4          | 1200                             | 200                           | 5,7                                 |
| 3ВОФ3                                      | 3ОФ5        | 15,6           | 1,25         |                                  |                               | 5,35                                |
| 3ВОФ53                                     | 3ОФ34       | 16,1           | 3,43         | 2250                             | 1200                          | 5,7                                 |
| 3ВОФ57                                     | 3ОФ36       | 16,1           | 3,16         | 1700                             | 700                           | 5,7                                 |
| Зажигательные                              |             |                |              |                                  |                               |                                     |
| 53-ВЗ-843А                                 | 53-З-843А   | 17             | 1,359        | —                                | —                             | 5,47                                |
| 3ВЗ4                                       | 3-з-2       | 16,3           | 1,94         | —                                | —                             | 5,7                                 |
| Дымовые                                    |             |                |              |                                  |                               |                                     |
| 53-ВД-843А                                 | 53-Д-843А   | 16,44          | 1,6          | —                                | —                             | 5,5                                 |
| 3ВД5                                       | 3Д5         | 16,6           | 1,65         | —                                | —                             | 5,8                                 |
| 3ВД16                                      | 3Д14        | 16,1           |              | —                                | —                             | 5,4                                 |
| Осветительные                              |             |                |              |                                  |                               |                                     |
| 53-ВС-843                                  | 53-С-843    | 16,28          | 0,875        | —                                | —                             | 5,4                                 |
| 3ВС24                                      | 3С9         | 16,28          | 1,28         | —                                | —                             | 5,4                                 |

## Модификации
- «Тунджа» — самоходный миномёт на базе МТ-ЛБ, в качестве основного вооружения используется миномёт М-120, устанавливаемый в корпус тягача
  - SMM B1.10 «Tundzha» — болгарский лицензионный вариант
- 2Б11 — советский возимый миномёт. Разработан на базе М-120 в ЦНИИ «Буревестник» в Нижнем Новгороде в 1979 году

## Операторы
- Армения — 12 единиц М-120, по состоянию на 2016 год[7]
- Боливия — некоторое количество, по состоянию на 2016 год[8]
- Грузия — 18 единиц М-120, по состоянию на 2016 год[9]
- Казахстан — 45 единиц 2Б11 и М-120, по состоянию на 2016 год[10]
- Кыргызстан — 48 единиц М-120, по состоянию на 2012 год[11]
- Латвия — 25 единиц М-120, по состоянию на 2016 год[12]
- Молдова — 7 единиц М-120, по состоянию на 2012 год[13]
- Польша — 95 единиц М-120, по состоянию на 2016 год[14]
- Узбекистан — 18 единиц М-120, по состоянию на 2012 год[15]